# Pavla Gruden (pesnica)
Pavla Gruden, slovenska pesnica v Avstraliji * 14. februar 1921, Ljubljana, † 26. januar 2014, Sydney.

## Življenje in delo
Rodila se je v družini očeta železničarja in matere natakarice v stari Ljubljani na Florijanski ulici, danes Gornji trg 9. Končala je trgovsko srednja šolo in eno leto glasbenega konservatorija. Med vojno je bila internirana v Nemčiji, na prisilno delo. 1948 je odšla v Trst, kjer je delala za zavezniško vojsko kot tajnica urada za razseljene osebe. Istega leta je odplula v Avstralijo, se poročila, za nekaj let prevzela priimek Miladinović in 1952 rodila sina Dušana (Dennyja). Opravila je izpit za sodnega tolmača. Vodila je jugoslovanski Welfare Center v Sydneyju in bila kot imigrantska aktivistka celo povabljena na sprejem ob obisku angleške kraljce Elizabete II.
Objavljati je začela v časopisu Ethnic Newsweek. Njene prve pesniške objave v slovenskem avstralskem tisku so iz leta 1956. 1982 je ustanovila literarno revijo Svobodni razgovori, ki je bilo glasilo Saluka. Po vmesnem uredništvu Jožeta Žoharja je ponovno prevzela urednikovanje. V knjižni obliki je pesmi izdala pri Slovenski izseljenski matici in pri Prešernovi družbi, objavljala pa je tudi v revijah Le livre slovène, Apokalipsa, Rodna gruda, Sodobnost itd., v zbornikih SIM in v antologijah Beseda čez ocean: Antologija slovenske zdomske pozije in Primorska, moja duša in srce.